# Oi!
Oi! je podžanr punk rocka koji je potekao iz Ujedinjenog Kraljevstva kasnih 1970-ih. Glazba i supkulture s njom u svezi imale su za cilj zbližiti punkere, skinheadse i ostalu mladež radničke klase.
Pokret Oi! djelimice je odgovor na shvaćanja u vrijeme ranog punk rocka. Gitarist Steve Kent iz benda The Businessa mislili su da su to "sveučilišni ljudi od trenda koji se služe dugim riječima pokušavajući biti umjetnički ... i gubili dodir". André Schlesinger, pjevač The Pressa rekao je da Oi dijeli brojne sličnosti s tradicionalnom glazbom, pored njene često jednostavne glazbene strukture; profinjen s jedne strane i sirov u drugim, i brutalno častan, obično priča priču utemeljenu na istini."

## Vanjske poveznice
- oioimusic.com Weekly updated site with interviews and reviews
- Europe Punk - Music for social change, not profit.
- Oi!—The Truth history of Oi! by Garry Bushell (archived)
- Punk and Oi! in the UK  Arhivirana inačica izvorne stranice od 7. svibnja 2011. (Wayback Machine) includes interviews and news about Oi! bands
- Oi! the Web Site  Arhivirana inačica izvorne stranice od 17. srpnja 2011. (Wayback Machine) includes information about the original Oi! compilation albums